# Koto Kapeh
Koto Kapeh is een bestuurslaag in het regentschap Kerinci van de provincie Jambi, Indonesië. Koto Kapeh telt 918 inwoners (volkstelling 2010).